# عبد الحميد الكاتب
عبد الحميد بن يحيى مولى العلاء بن وهب القرشي، من أعلام الكتاب في القرن الثاني للهجرة، وُلد حوالي 60 للهجرة، فارسي الأصل عربي الولاء. نشأ في الأنبار على أكثر القول، ولكن بعض المؤرخين نسب نشأته إلى الشام. وظهر في بداية أمره مساعدًا لصهره سالم صاحب ديوان الرسائل في عهد الخليفة هشام بن عبد الملك، ثم عمل بعد ذلك كاتبًا لمروان بن محمد والي أرمينيا وأذربيجان، ثم عمل أخيرًا كاتبًا أول للدولة الأموية على عهد مروان بن محمد آخر خلفاء بني أمية. ولكنه قتل مع خليفته على يد العباسيين عندما تولوا الحكم. اثنى عليه الجاحظ  و نصح الكُتّاب بأن يتخذوا كتابتهِ أنموذجاً لهم.

## نشأته وحياته
اشتغل في مستهل حياته معلمًا للصبيان ثم اتصل بسالم بن عبد الله كاتب هشام بن عبد الملك، فأُعجب به سالم وأصهر إليه فتزوج شقيقته وقرَّبه وقدَّمه فعرفه الخلفاء الأمويين، ثم أصبح كاتب مروان بن محمد أيام كان وليَّا للعهد، ولما تولى مروان الخلافة أصبح عبد الحميد شيخ الكتاب في عصره. ثم لما قامت الدعوة العباسية وزحفت جيوش العباسيين وهُزِم مروان بن محمد في معركة الزاب، فرَّ هو وكاتبه، وبعض المقربين منه إلى مصر، وهناك قُتل مروان وكاتبه في بوصير، ويروى بأن عبد الحميد خُيِّر في نقض بيعته للأمويين، ولكنه رفض ليُقتل معهم.

## صفاته
كان عبد الحميد على جانب من الأخلاق الفاضلة، وكان ورعا تقيًّا مشهودا له بالعفاف والاستقامة.
ومن أبرز صفاته الوفاء للصداقة، ومن أمثلة وفائه أن مروان بن محمد آخر خلفاء الأمويين قال له: يا عبد الحميد إنك رجل صاحب صناعة تحتاجها الدول في كل زمان، وأرى أن تتحول إلى بني العباس عسى أن تبلغ بكتابتك لهم منزلة قد تنفعني في حياتي وتنفع ذريتي بعد مماتي. وهنا أطرق عبد الحميد، ثم رفع رأسه وقال : إن هذا الرأي الذي رأيت هو أحسن الرأيين لك وأقبحهما لي ثم أنشد:
ولم يزل على وفائه حتى قُتل معه.
ومن صفاته عبد الحميد إخلاصه في عمله، وإخلاصه أيضًا لكل من يحترف الكتابة، فقد كان يعلم يقينًا مدى أهمية الكتابة في حياة الأفراد والجماعات، ويعرف أن الكتاب ذوو أثر بالغ في أخلاق الناس، ويبدو أن الكتاب كانوا يقدرون لعبد الحميد عواطف الإخلاص والوفاء.
فقد رُوي أن عبد الله بن المقفع حاول يومًا أن يفديه بنفسه، وتروي كتب التاريخ أن جنود بني العباس اقتحموا البيت الذي فيه عبد الحميد، فوجدوه هو وعبد الله بن المقفع، فسألوهما من منكما عبد الحميد، فجعل كل منهما يقول: أنا هو، حتى ثبت لهم شخصه الحقيقي فقُتِل.
تحلى عبد الحميد بواسع الثقافة في العلوم الإسلامية والعربية والفارسية، وعميق الفهم للقرآن الكريم، وكان إلى ذلك بعيد النظر في شؤون السياسة والحكم. كما ساهم بخبرته الممتازة في تربية ولاة العهد وأبناء كبار القوم.